# David Duchovny
David William Duchovny (/dʊˈkʌvni/; New York, 1960. augusztus 7. –) kétszeres Golden Globe-díjas amerikai színész, forgatókönyvíró, rendező, producer, regényíró és énekes-dalszerző.
Legismertebb alakítása az FBI-ügynök Fox Mulder az X-akták című sci-fi-sorozatban, illetve az író Hank Moody a Kaliforgia című drámasorozatban. Mindkét szereppel Golden Globe-díjakat, illetve egyéb jelöléseket szerzett. Fox Mulder szerepében feltűnt mindkét X-akták-filmben – X-akták – Szállj harcba a jövő ellen (1998), X-akták: Hinni akarok (2008). Vezető producerként és főszereplőként vett részt az Aquarius (2015–2016) című történelmi drámasorozat elkészítésében. 
A Princetoni és a Yale Egyetemen angol irodalmi diplomát szerző Duchovny íróként három könyvet publikált, énekes-dalszerzőként pedig két stúdióalbumot jegyez.

## Élete
Édesapja Amram "Ami" Ducovny (1927-2003), aki az Amerikai Zsidó Bizottságnak dolgozott. Édesanyja Margaret "Meg" Miller, aki iskolai ügyintéző és tanár. Duchovny apai ágról orosz zsidó, anyai ágról luteránus.
Kisgyerekként régész akart lenni, de elég korán belecsöppent a színészetbe.
11 évesen játszott először az iskolai színjátszókörben. A külsejével azonban már ekkor sem volt elégedett: túl nagynak találta az orrát. Ezért eleinte nem rajongták körül a lányok.
A főiskolán angol irodalom szakra járt. Társai egyéni és független gondolkodásúnak ismerték. Egyetemi végzettséget a Yale-en szerzett, szakdolgozatát "Mágia és technológia a kortárs költészetben és prózában" címmel írta. Végül barátok csábították a Yale színjátszókörébe. Innen egy független filmhez, majd egy Löwenbrau-reklámhoz vezetett az út.
A tanári pályafutásról időközben lemondott. New Yorkba már azzal a céllal költözött vissza, hogy színészként próbál érvényesülni. Egy ideig kocsmában dolgozott, hogy további színészi tanulmányait finanszírozni tudja.
Egyre több filmben kapott egyelőre kisebb szerepeket, s mire 1993-ban az X-aktákat elkezdték forgatni, az ő helye biztos volt a csapatban. Chris Carter ismerte a Twin Peaksből, s még azt is megengedte neki, hogy beleszóljon a női főszereplő kiválasztásába.

## Családi élete
Felesége, Téa Leoni színésznő. 1997. május 6-án kötöttek házasságot. 1999 áprilisában született első gyermekük, Leoni Madelaine West Duchovny. A második gyermek, egy fiú, Kyd Miller Duchovny, 2002 júniusában született.
2008-ban szexfüggősége miatt Duchovny kapcsolata megromlott Téa Leonival, és önként rehabilitációra vonult. Még ebben az évben a Daily Mail újságban cikket közöltek, miszerint viszonya van egy magyar teniszoktatónővel, Pakay Edittel, de ezt Duchovny sikeresen cáfolta, és az újság utólag bocsánatot kért. Miután a botrányok elültek, Duchovny kibékült feleségével, és újra összeköltöztek. A pár 2011-ben ismét szakított, majd 2014-ben elváltak.

## Filmográfia

### Film
| Év   | Magyar cím                                  | Eredeti cím                                                   | Szerep               | Magyar hang     |
| ---- | ------------------------------------------- | ------------------------------------------------------------- | -------------------- | --------------- |
| 1988 | Dolgozó lány                                | Working Girl                                                  | Tess barátja         | nem szólal meg  |
| 1989 | Újév fényes napja                           | New Year's Day                                                | Billy                |                 |
| 1990 |                                             | Denial                                                        | John                 |                 |
| 1990 | Halálos barátság                            | Bad Influence                                                 | klublátogató         |                 |
| 1991 |                                             | Julia Has Two Lovers                                          | Daniel               |                 |
| 1991 | Kipurcant a bébicsősz, anyának egy szót se! | Don't Tell Mom the Babysitter's Dead                          | Bruce                | Csankó Zoltán   |
| 1991 | Elbűvölve                                   | The Rapture                                                   | Randy                | Rékasi Károly   |
| 1992 | Ruby – A Kennedy gyilkosság másik arca      | Ruby                                                          | Tippit rendőr        | Selmeczi Roland |
| 1992 | Beethoven                                   | Beethoven                                                     | Brad                 | Csankó Zoltán   |
| 1992 | Vörös cipellők                              | Red Shoe Diaries                                              | Jake Winters         | Magyar Bálint   |
| 1992 | Két Velence                                 | Venice/Venice                                                 | Dylan                | Epres Attila    |
| 1992 | Chaplin                                     | Chaplin                                                       | Rollie Totheroh      |                 |
| 1993 | Kalifornia – A halál nem utazik egyedül     | Kalifornia                                                    | Brian Kessler        | Csonka András   |
| 1993 | Kalifornia – A halál nem utazik egyedül     | Kalifornia                                                    | Brian Kessler        | Dévai Balázs    |
| 1997 | Istent játszva                              | Playing God                                                   | Dr. Eugene Sands     | Rékasi Károly   |
| 1998 | X-akták – Szállj harcba a jövő ellen        | The X-files: Fight the Future                                 | Fox Mulder           | Rékasi Károly   |
| 2000 | Szívedbe zárva                              | Return to Me                                                  | Bob Rueland          | Rékasi Károly   |
| 2000 | Szívedbe zárva                              | Return to Me                                                  | Bob Rueland          | Laklóth Aladár  |
| 2001 | Evolúció                                    | Evolution                                                     | Dr. Ira Kane         | Rékasi Károly   |
| 2001 | Zoolander, a trendkívüli                    | Zoolander                                                     | JP Prewitt           | Jakab Csaba     |
| 2002 | Szemből telibe                              | Full Frontal                                                  | Bill/Gus             | Rékasi Károly   |
| 2004 | Nők transzban                               | Connie and Carla                                              | Jeff                 | Fazekas István  |
| 2004 | Így nőttem fel                              | House of D                                                    | Tom Warshaw          | Bozsó Péter     |
| 2005 | Házasság a négyzeten                        | Trust the man                                                 | Tom                  | Lux Ádám        |
| 2006 |                                             | Queer Duck: the Movie                                         | Tiny Jesus (hangja)  |                 |
| 2006 | TV játék                                    | The TV Set                                                    | Mike Klein           | Epres Attila    |
| 2007 | A tűz martaléka                             | Things We Lost in the Fire                                    | Brian Burke          | Rékasi Károly   |
| 2007 | Én a helyedben                              | Si j'étais toi (The Secret)                                   | Dr. Benjamin Marris  |                 |
| 2007 |                                             | Quantum Hoops (dokumentumfilm)                                | narrátor             |                 |
| 2008 | X-akták: Hinni akarok                       | The X-files: I Want to Believe                                | Fox Mulder           | Rékasi Károly   |
| 2009 | Eladó a családom                            | The Joneses                                                   | Steve Jones          | Rékasi Károly   |
| 2012 |                                             | Goats                                                         | Goat Man             |                 |
| 2013 |                                             | Phantom                                                       | Bruni                |                 |
| 2013 | Erősebb a szavaknál                         | Louder Than Words                                             | John Fareri          | Epres Attila    |
| 2020 | Bűvölet – Az örökség                        | The Craft: Legacy                                             | Adam Harrison        | Rékasi Károly   |
| 2022 | A buborék                                   | The Bubble                                                    | Sean Knox            | Epres Attila    |
| 2022 | Gátlástalan örökösök                        | The Estate                                                    | Richard              | Epres Attila    |
| 2023 | A magadfélék                                | You People                                                    | Arnold               | Epres Attila    |
| 2023 |                                             | Reverse the Curse                                             | Marty                |                 |
| 2023 | Kedvencek temetője: Vérvonalak              | Pet Sematary: Bloodlines                                      | Bill Baterman        |                 |
| 2023 |                                             | What Happens Later                                            | William “Bill” Davis |                 |
| 2024 | Adam, az első                               | Adam the First                                                | James                | Rékasi Károly   |
| 2024 |                                             | Veselka: The Rainbow on the Corner at the Center of the World | narrátor             |                 |

### Televízió
| Év        | Magyar cím               | Eredeti cím                      | Szerep                     | Megjegyzések                                                                                                 |
| --------- | ------------------------ | -------------------------------- | -------------------------- | --- |
| 1990–1991 | Twin Peaks               | Twin Peaks                       | Dennis Bryson ügynök       | 3 epizód |
| 1992      | A gyerekrabló            | Baby Snatcher                    | David Anderson             | tévéfilm |
| 1992–1997 | Vörös cipellők           | David Anderson                   | Jake Winters               | 10 epizód |
| 1993–2018 | X-akták                  | The X-Files                      | Fox Mulder                 | - főszereplő (191 epizód) - forgatókönyvíró (3 epizód) - rendező (3 epizód) - magyar hangja: - Rékasi Károly |
| 1995–1998 | Saturday Night Live      | Saturday Night Live              | önmaga / házigazda         | 2 epizód |
| 1995–1998 |                          | The Larry Sanders Show           | önmaga                     | 3 epizód |
| 1996      | Frasier – A dumagép      | Frasier                          | Tom (hangja)               | 1 epizód |
| 1996      | Űrháború 2063            | Space: Above and Beyond          | Handsome Alvin             | 1 epizód |
| 1997      | A Simpson család         | The Simpsons                     | Fox Mulder (hangja)        | 1 epizód |
| 1997      | Millennium               | Millennium                       | Bobby Wingood              | 1 epizód |
| 1998      |                          | Dr. Katz, Professional Therapist | önmaga (hangja)            | 1 epizód |
| 2001      |                          | The Lone Gunmen                  | Fox Mulder                 | 1 epizód |
| 2002      |                          | Life with Bonnie                 | Johnny Volcano             | 2 epizód |
| 2003      | Szex és New York         | Sex and the City                 | Jeremy                     | 1 epizód |
| 2007–2014 | Kaliforgia               | Californication                  | Hank Moody                 | - főszereplő és vezető producer (84 epizód) - rendező (6 epizód) - magyar hangja: - Epres Attila             |
| 2015–2016 |                          | Aquarius                         | Sam Hodiak                 | - főszereplő és vezető producer (26 epizód) - rendező (1 epizód)                                             |
| 2016      | Jobb idők                | Better Things                    | önmaga                     | 1 epizód |
| 2017      | Twin Peaks               | Twin Peaks                       | Denise Bryson              | 1 epizód |
| 2021      | A tanszékvezető          | The Chair                        | önmaga                     | 1 epizód |
| 2021      | A tíz éves Tom           | Ten Year Old Tom                 | Ice Cream Man (hangja)     | 2 epizód |
| 2023      | Világtörténelem, 2. rész | History of the World, Part II    | Howard Cosell impersonator | 1 epizód |
| 2024      | A Szimpatizáns           | The Sympathizer                  | Ryan Glenn / Thespian      | 3 epizód |